# 德魯日巴 (文尼察州)
48°39′44″N 27°35′18″E / 48.66222°N 27.58833°E
德魯日巴（羅馬化：Druzhba）是烏克蘭的村落，位於該國西南部文尼察州，由莫希利夫-波迪利斯基區負責管轄，面積2.03平方公里，海拔高度186米，2001年人口713，人口密度每平方公里351.92人。